# Lašovice
Lašovice (en allemand : Leschowitz) est une commune du district de Rakovník, dans la région de Bohême-Centrale, en République tchèque. Sa population s'élevait à 120 habitants en 2020.

## Géographie
Lašovice se trouve à 6,5 km au sud-est de Rakovník et à 70 km à l'ouest de Prague.
La commune est limitée par Pavlíkov à l'ouest et au nord, par Pustověty à l'est, par Velká Buková au sud, et par Všetaty au sud-ouest et à l'ouest.

## Histoire
La première mention écrite de la localité date de 1143.

## Transports
Par la route, Lašovice se trouve à 11 km de Rakovník et à 34 km du centre de Prague.